# Papel bíblia
O papel-bíblia, também conhecido como papel-scritta (44 gr), é um papel finíssimo utilizado na impressão de livros com muitas páginas, como a bíblia, dicionários e enciclopédias. Os papéis-bíblia são pigmentados (carregados) com pigmentos como dióxido de titânio e sulfato de bário e contêm fibras longas e agentes de ligação artificiais para manter a resistência. Sua gramagem pode começar a partir de 25 g/m² a 45 g/m². Dessa forma, o livro fica mais leve e mais fácil de ser transportado para todos os lugares. Também é utilizado na impressão de rótulos de queijos grandes (com mais de 12 kg) e abaulados. Por ser fino ele cola-se ao queijo sem formar ondulações, ficando com uma apresentação mais bonita e atrativa.[carece de fontes?]
O papel-bíblia é fino, resistente e opaco feito de imitação do papel da Índia, mas feito de trapos e cânhamo, e fabricado pela primeira vez pela Oxford University Press no final do século XIX. Foi usado principalmente para a impressão de bíblias e livros de referência.